# Sarahs
Sarahs (perz. سرخس) je grad u Iranu odnosno sjeveroistočnoj pokrajini Razavi Horasan. Smješten je uz obalu rijeke Hari na granici s Turkmenistanom, oko 200 km istočno od pokrajinskoj središta Mašhada odnosno 1050 km od glavnog grada Teherana. Grad je osnovan u starom vijeku i na temelju Firdusijeve Šahname koja ga datira u vrijeme vladavine mitološkog vladara Afrasiaba procijenjuje se kako je star barem 2500 godina. Tijekom srednjeg vijeka bio je važan grad-oaza na Putu svile, poznat po brojnim knjižnicama i arhitektonskoj školi. Iz ovog razdoblja datira i Logman Babin mauzolej prepoznatljiv po velikog dvostrukoj kupoli izgrađenoj od opeke. Koncem 19. stoljeća grad je nakon iranskih sukoba s Ruskim Carstvom sporazumno podijeljen na dva dijela: iranski Sarahs na zapadu odnosno ruski Serahs na istoku (današnji Turkmenistan). U gospodarskom smislu grad je prometno i energetsko čvorište preko kojeg Iran izvozi prirodni plin u Turkmenistan. Prema popisu stanovništva iz 2006. godine u Sarahsu je živjelo 33.571 ljudi.

## Poveznice
- Zračna luka Sarahs
- Serahs - istoimeni grad u Turkmenistanu